# ドラフトコント
『ドラフトコント』とは、フジテレビ系列にて2021年から不定期で土曜プレミアムで放送されているバラエティ番組。

## 概要
キャプテン5名が、それぞれ一緒のチームでコントをやりたいと思う20名の芸人の中からドラフト制で4名指名し、それぞれ一から1ヶ月のネタ作りと練習期間を経てユニットコントを観客と審査員の前で披露し、チャンピオンを目指す番組である。そのため、番組はプロ野球ドラフト会議を踏襲したセットの中で行われた「芸人選択会議」パート、観客と審査員の前でコントを披露する「決戦当日」パートに分かれて構成されている。

## 出演者

### MC
- 今田耕司
- ウエンツ瑛士（2021）
- 満島真之介（2022）

### アシスタント
- 小室瑛莉子（フジテレビアナウンサー）

### キャプテン
2021
- ■ 小峠英二（バイきんぐ）
- ■ 大悟（千鳥）
- ■ 春日俊彰（オードリー）
- ■ 又吉直樹（ピース）
- ■ 山内健司（かまいたち）

2022
- ■ 千原ジュニア（千原兄弟）
- ■ 小籔千豊
- ■ 春日俊彰（オードリー）
- ■ 田中卓志（アンガールズ）
- ■ 長田庄平（チョコレートプラネット）

### ドラフト候補芸人
2021
- あんり（ぼる塾）
- 池田一真（しずる）
- おいでやす小田
- 大久保佳代子（オアシズ）
- 加賀翔（かが屋）
- サーヤ（ラランド）
- 斉藤慎二（ジャングルポケット）
- 嶋佐和也（ニューヨーク）
- じろう（シソンヌ）
- 鈴木もぐら（空気階段）
- せいや（霜降り明星）
- 西村瑞樹（バイきんぐ）
- 長谷川忍（シソンヌ）
- 丸山礼
- 水川かたまり（空気階段）
- 向井慧（パンサー）
- 森田哲矢（さらば青春の光）
- 盛山晋太郎（見取り図）
- 吉村崇（平成ノブシコブシ）
- 和田まんじゅう（ネルソンズ）

（五十音順）
2022
- 秋山寛貴（ハナコ）
- アタック西本（ジェラードン）
- 稲田直樹（アインシュタイン）
- イワクラ（蛙亭）
- 岩崎う大（かもめんたる）
- 岡野陽一
- 賀屋壮也（かが屋）
- KAƵMA（しずる）
- 小宮浩信（三四郎）
- 斉藤慎二（ジャングルポケット）
- 嶋佐和也（ニューヨーク）
- 中岡創一（ロッチ）
- ナダル（コロコロチキチキペッパーズ）
- 西村瑞樹（バイきんぐ）
- 野田クリスタル（マヂカルラブリー）
- 長谷川雅紀（錦鯉）
- 原田泰雅（ビスケットブラザーズ）
- 松尾駿（チョコレートプラネット）
- 水川かたまり（空気階段）
- 和田まんじゅう（ネルソンズ）

（五十音順）

### 審査員
2021
- ヒロミ
- 小池栄子
- 内田篤人
- 鷲見玲奈[注釈 2]
- 田中樹（SixTONES）
- 朝日奈央[注釈 2]

2022
- ヒロミ
- 藤川球児
- 藤原丈一郎（なにわ男子）
- トリンドル玲奈
- 渋谷凪咲（NMB48）[注釈 2]
  - 竹内由恵[注釈 3]

## 指名芸人一覧
- 太字は獲得芸人、色つきは指名が被った芸人。

### 2021
| キャプテン | 小峠英二     | 大悟       | 春日俊彰       | 又吉直樹   | 山内健司       |
| ---------- | ------------ | ---------- | -------------- | ---------- | -------------- |
| 1巡目1     | じろう       | 長谷川忍   | じろう         | じろう     | あんり         |
| 1巡目2     | 池田一真     | ---        | 水川かたまり   | ---        | ---            |
| 2巡目1     | 嶋佐和也     | 盛山晋太郎 | 斉藤慎二       | 鈴木もぐら | 斉藤慎二       |
| 2巡目2     | ---          | ---        | ---            | ---        | 和田まんじゅう |
| 3巡目1     | 西村瑞樹     | 西村瑞樹   | 西村瑞樹       | 向井慧     | 加賀翔         |
| 3巡目2     | ---          | せいや     | 吉村崇         | ---        | ---            |
| 4巡目1     | 大久保佳代子 | サーヤ     | 大久保佳代子   | 丸山礼     | サーヤ         |
| 4巡目2     | ---          | ---        | おいでやす小田 | ---        | おいでやす小田 |
| 4巡目3     | ---          | ---        | ---            | ---        | 森田哲矢       |

### 2022
| キャプテン | 千原ジュニア | 小籔千豊       | 春日俊彰       | 田中卓志     | 長田庄平 |
| ---------- | ------------ | -------------- | -------------- | ------------ | -------- |
| 1巡目      | 中岡創一     | 和田まんじゅう | 斉藤慎二       | 岩崎う大     | KAƵMA    |
| 2巡目      | 西村瑞樹     | 原田泰雅       | 野田クリスタル | 水川かたまり | 嶋佐和也 |
| 3巡目      | 小宮浩信     | 秋山寛貴       | ナダル         | アタック西本 | 賀屋壮也 |
| 4巡目1     | 稲田直樹     | イワクラ       | 松尾駿         | イワクラ     | 岡野陽一 |
| 4巡目2     | ---          | ---            | ---            | 長谷川雅紀   | ---      |

## ネタ一覧
- 太字はネタを作った芸人
- 色付きは優勝ユニット。

### 2021
| 順 | キャプテン | ドラフト候補芸人                            | タイトル                 | キャッチフレーズ                        |
| -- | ---------- | ------------------------------------------- | ------------------------ | --------------------------------------- |
| 1  | 山内健司   | あんり 和田まんじゅう 加賀翔 森田哲矢       | スカウト                 | さらば森田と合作!「すごいコント」       |
| 2  | 春日俊彰   | 水川かたまり 斉藤慎二 吉村崇 おいでやす小田 | 爆弾処理                 | ネタ担当かたまりに緊急事態!?            |
| 3  | 小峠英二   | 池田一真 嶋佐和也 西村瑞樹 大久保佳代子     | 不動産屋                 | 池田&嶋佐とのネタ作りに苦心&奇跡?       |
| 4  | 大悟       | 長谷川忍 盛山晋太郎 せいや サーヤ           | 地球の平和は俺たちが守る | 志村けんイズムの継承に挑戦?             |
| 5  | 又吉直樹   | じろう 鈴木もぐら 向井慧 丸山礼             | 10万円のバイト           | 芥川賞作家の新作コントにチームメイトは? |

- 優勝ユニットには副賞として「焼肉叙々苑 50万円分 お食事券」が渡された。

### 2022
| 順 | キャプテン   | ドラフト候補芸人                              | タイトル                                 | キャッチフレーズ |
| -- | ------------ | --------------------------------------------- | ---------------------------------------- | ---------------- |
| 1  | 千原ジュニア | 中岡創一 西村瑞樹 小宮浩信 稲田直樹           | キャスティングミス                       |                  |
| 2  | 長田庄平     | KAƵMA 嶋佐和也 賀屋壮也 岡野陽一              | アジアのどっかにありそうなバラエティ番組 |                  |
| 3  | 春日俊彰     | 斉藤慎二 野田クリスタル ナダル 松尾駿         | 商店街ロケ                               |                  |
| 4  | 小籔千豊     | 和田まんじゅう 原田泰雅 秋山寛貴 イワクラ     | 子供が生まれた日                         |                  |
| 5  | 田中卓志     | 岩崎う大 水川かたまり アタック西本 長谷川雅紀 | ミサキさんを僕にください                 |                  |

## スタッフ

### 第2回
- ナレーション：松村邦洋[注釈 4]、落合福嗣
- 構成：山内正之、大平尚志、長谷川優／松本真一（松本→第2回）
- TP：江藤秀一（フジテレビ、第2回）
- SW：矢代祐一
- CAM：上田軌行
- VE：山下将平（第2回）
- AUD：加瀬悦史
- LD：安藤雄郎
- TM：橋本雄司
- 編集：小口夏樹（第2回）
- MA：足達健太郎
- 音響効果：石川良則、沢井隆志
- 美術制作：平井秀樹（フジテレビ）
- 美術デザイン：鈴木賢太（フジテレビ）
- アートコーディネーター：三上貴子、中澤琴音（中澤→第2回）
- 大道具製作：浅見大
- 大道具操作：山寺宏幸
- アクリル装飾：鈴木竜、高橋瞳
- 装飾：門間誠、西村怜子
- 電飾：日下信二（第2回）
- 特殊装置(第2回)：三井ゆき乃（第2回）
- 生花装飾(第2回)：荒川直史（第2回）
- 植木装飾(第2回)：後藤健（第2回）
- アートフレーム：石井智之
- 東京衣裳(第2回)：中川博次、宮澤愛（共に第2回）
- 持ち道具：京阪商会
- メイク：山田かつら
- CG：木本禎子・神保聡（フジテレビ）
- 技術協力：ニューテレス、fmt、Eno STUDIO、casinodrive
- 美術協力：フジアール
- 編成：加藤愛理（フジテレビ）
- 広報：山本太欧（フジテレビ）
- TK：水越理恵
- デスク：山﨑尚美
- 制作協力：吉本興業／FCC、クラフト
- FD：大和田祐人、小原麗未（共に第2回）
- AP：手塚賢（吉本興業）、湯田遥水（HiHo-TV）、川野由衣（湯田・川野→第2回）
- ディレクター：玉置遼（フジテレビ）、才藤仁（吉本興業）、広瀬陽一（ピコパンチ）、山本健太郎、斎藤ノエル龍佑（クラフト）、幸田拓也、岩﨑陽介、井上美由、渡辺恭平（フジテレビ）、林竜作（山本・岩﨑・井上・渡辺・林→第2回、井上→第1回はFD）
- 演出：名城ラリータ（FCC）、渡辺資（クラフト）
- プロデューサー：太田秀司（フジテレビ）、上田浩平・世継栄太（吉本興業）、高橋洋子（クラフト）、小林靖子（エスエスシステム）（太田・世継→第2回）
- 総合演出：日置祐貴（フジテレビ）
- チーフプロデューサー：石川綾一（フジテレビ）
- 制作：フジテレビ編成制作局バラエティー制作センター[注釈 5]
- 制作著作：フジテレビ

### 過去のスタッフ
- 制作統括：中嶋優一（フジテレビ、第1回）
- 構成：大桶純一、森下知哉、平島太郎（共に第1回）
- TP：児玉洋（フジテレビ、第1回）
- VE：石井利幸（第1回）
- 編集：野殿宗一郎（第1回）
- 電飾：白鳥雄一（第1回）
- 衣装：東京衣裳（第1回）
- CG：秋里直樹（第1回）
- 技術協力：インターナショナルクリエイティブ（第1回）
- 編成：春名剛生（フジテレビ、第1回）
- AP：香西大樹（吉本興業、第1回）
- ディレクター：高瀬康宏（FCC）、小島啓太（共に第1回）
- プロデューサー：肥後篤人（吉本興業、第1回）